# Sporting CP (Volleyball)
Der Sporting Clube de Portugal, auch bekannt als Sporting CP und Sporting Portugal, ist die Volleyballsparte des Sporting CP.

## Erfolge
- Portugiesische Meisterschaft (6)

1953–54, 1955–56, 1991–92, 1992–93, 1993–94, 2017–18
- Portugiesischer Pokal (3)

1990–91, 1992–93, 1994–95
- Portugiesischer Superpokal (3)

1990–91, 1991–92, 1992–93